# Tachibana Dōsetsu
Tachibana Dōsetsu (立花 道雪?; 22 aprile 1513 – 2 novembre 1585) è stato un samurai e daimyō giapponese del periodo Sengoku, capo più noto del clan Tachibana e padre di Tachibana Ginchiyo.

## Biografia
Figlio di Bekki Chikaie, Dôsetsu era originariamente conosciuto come Hetsugi (Bekki / Hetsuki) Akitsura e fu un importante generale e servitore del clan Ōtomo. Nel 1568 conquistò il castello di Tachibana dopo il tradimento di Tachibana Akitoshi e ne prese il cognome, in seguito diventando quasi un daimyō indipendente dal controllo degli Ōtomo che si trovavano in un periodo di difficoltà. Viene ricordato come uno dei più saggi servitori del clan Ōtomo. Inviò agli altri importanti servitori Ōtomo una lettera di condanna della diffusione del cristianesimo nel dominio. Viene ricordato per aver combattuto in 37 battaglie nonostante soffrisse di una paralisi su un lato del corpo.
Era conosciuto anche come Demone Dôsetsu (Oni Dôsetsu). 
Durante i suoi ultimi anni adottò Muneshige, figlio di Takahashi Shigetane, come suo erede e morì guidando un attacco al castello di Neko nel 1585.
Dōsetsu era in possesso di una famosa spada chiamata Chidori (千鳥?, mille uccelli). Un giorno, quando era ancora un giovane, si stava rifugiando sotto un albero, mentre pioveva. Improvvisamente, un fulmine lo colpì. Tuttavia Dōsetsu usò il suo Chidori per tagliare il fulmine, permettendogli di sopravvivere. Dopo questo incidente, rinominò il suo Chidori con Raikiri (雷切?, fendi fulmini).
Adottò anche un altro figlio, Shigetsura, che morì un anno dopo di Dôsetsu.